# アンベルク
アンベルク（Amberg）はドイツ・バイエルン州オーバープファルツ行政管区にある郡独立市。ニュルンベルクの50kmほど東、レーゲンスブルクとバイロイトの中間にあり、アンベルク＝ズルツバッハ郡に完全に取り囲まれている。

## 歴史
11世紀の記録に現れ、中世には鉄製品の生産で栄えた。13世紀にヴィッテルスバッハ家の支配下に置かれたが、1329年にはバイエルンから切り離されヴィッテルスバッハの支族（ライン宮中伯）に支配された。宗教改革期には彼らはプロテスタントに寛容であり、16世紀にルター派に改宗した。しかし1628年には再びバイエルン選帝侯領となり、住民はカトリックに改宗するか他の街に移住するかを迫られ、多くの住民が離れた。フランス革命戦争では、1796年、アンベルク付近でオーストリアがフランスを敗った。その後オーバープファルツの首都だったが、1810年にレーゲンスブルクにその地位を譲った。

## 姉妹都市
- ドイツ, バート・ベルクツァバン
- ポーランド, ビストシツァ・クウォツカ（ドイツ語版）
- イタリア, デゼンツァーノ・デル・ガルダ
- ドイツ, フライベルク
- ドイツ, ゲーレッツリート（ドイツ語版）
- スロベニア, クラーニ
- フランス, ペリグー
- ドイツ, シュナイッテンバッハ（ドイツ語版）
- フィンランド, シーリンヤルビ（ドイツ語版）
- ギリシャ, トリカラ
- チェコ, ウースチー・ナド・オルリツィー（ドイツ語版）
- フランス, エペルノン（ドイツ語版）

## 出身者
- フリードリヒ5世 (プファルツ選帝侯)
- フィリップ (プファルツ選帝侯)